# Dobrovolný svazek obcí Křivina
Dobrovolný svazek obcí Křivina je svazek obcí (dle § 49 zákona č.128/2000 Sb. o obcích) v okresu Rychnov nad Kněžnou, jeho sídlem je Týniště nad Orlicí a jeho cílem je provoz skupinového vodovodu pro Týniště nad Orlicí a Albrechtice nad Orlicí a zajištění dalších souvisejících služeb. Sdružuje celkem 2 obce a byl založen v roce 2005.

## Obce sdružené v mikroregionu
- Albrechtice nad Orlicí
- Týniště nad Orlicí